# Carani

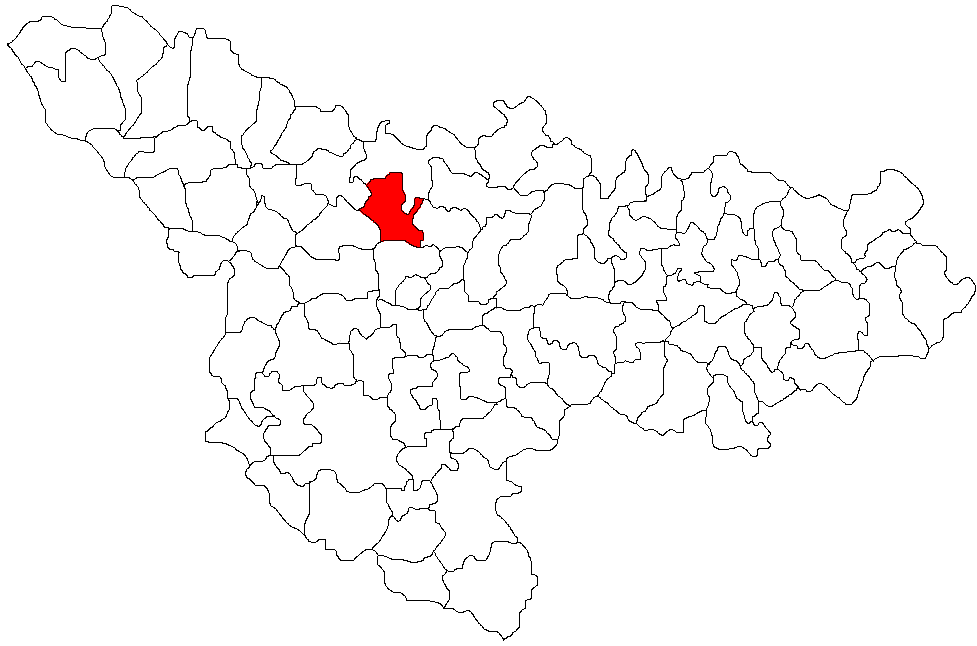
Lage der Gemeinde Sânandrei im Kreis Timiș

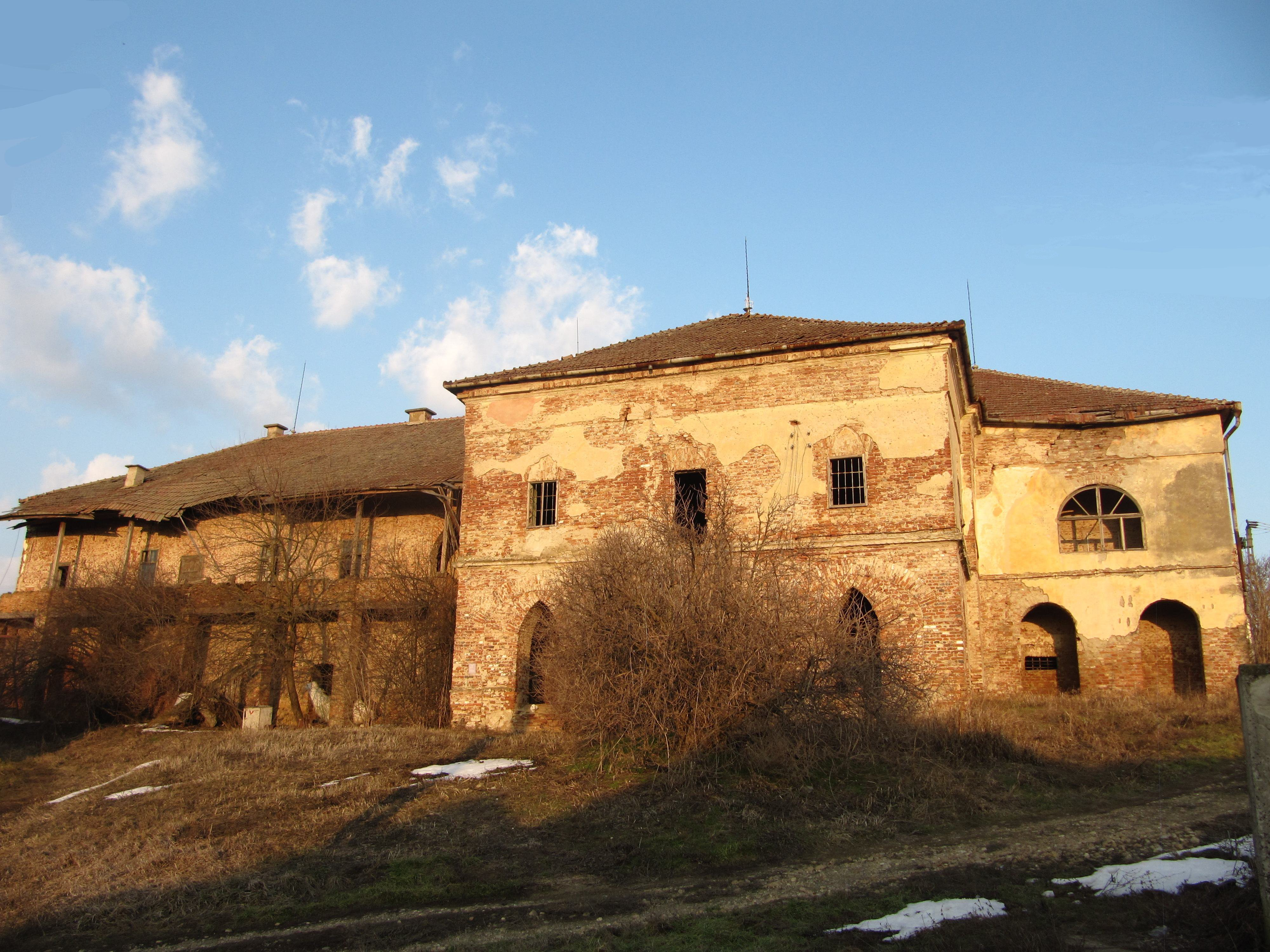
Kastell Mercy

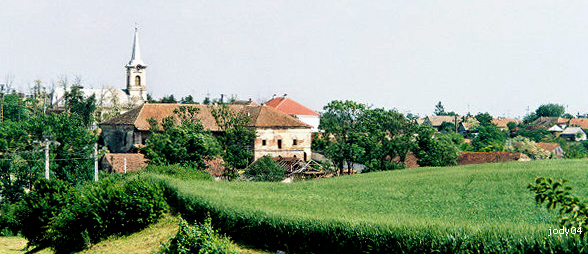
Dorfansicht

Carani (deutsch Mercydorf, ungarisch Merczyfalva oder Mercyfalva) ist ein Dorf im Kreis Timiș, Rumänien und gehört zur Gemeinde Sânandrei.

## Lage
Carani befindet sich 18 km nördlich von Timișoara an der Landstraße DJ 692 und 3 km östlich der Europastraße 671. Carani ist über den Bahnhof Băile Călacea am Ostrand von Carani an das Eisenbahnnetz angeschlossen und liegt an der Bahnstrecke Timișoara–Arad. Verwaltet wird das Dorf von der Gemeinde Sânandrei. Den Namen verdankt es dem Fluss Caran, von dem es durchquert wird.

## Nachbarorte
| Satchinez    | Călacea                                     | Orțișoara |
| Hodoni       | Kompassrose, die auf Nachbargemeinden zeigt | Cornești  |
| Dudeștii Noi | Sânandrei                                   | Cerneteaz |

## Geschichte
Nach dem Frieden von Passarowitz am 21. Juli 1718 begann die Kolonisierung des Banats durch die Habsburgermonarchie. Gegründet wurde das Dorf 1733 durch die Ansiedlung von italienischen Kolonisten. Den Namen Mercydorf, der ihm bei der Gründung verliehen wurde, verdankt es dem ersten Präsidenten der Banater Landesadministration, Graf Claudius Florimund Mercy, der für die Durchführung der habsburgischen Ansiedlung verantwortlich war. Die Italiener, die hier angesiedelt wurden, waren Seidenraupenzüchter und sollten die Seidenraupenzucht im Banat einführen. Sie kamen mit ihrem Priester Clemens Rossi, der nicht nur der erste Pfarrer der 1734 gegründeten Pfarrei war, sondern der auch die Kinder der Siedlung in italienischer Sprache unterrichtete. 1752 ließen sich Franzosen aus Lothringen in Mercydorf nieder. Die ersten deutschen Siedler kamen 1764 nach dem Siebenjährigen Krieg in Mercydorf an. Unter den Herkunftsorten ist vor allem Deutsch-Lothringen vertreten. Der deutsche Zuzug verstärkte sich in Folge, vor allem während der josephinischen Kolonisation 1784, doch blieb auch das Französische noch nach 1800 im Dorf bemerkbar.
Infolge des österreichisch-ungarischen Ausgleichs im Februar 1867 kam das Banat innenpolitisch unter ungarische Verwaltung. Es setzte eine gewaltige Magyarisierungswelle ein, die zu Beginn des 20. Jahrhunderts ihren Höhepunkt erreichte. Der Ort erhielt die amtliche Bezeichnung Mercyfalva.
Am 4. Juni 1920 wurde das Banat infolge des Vertrags von Trianon dreigeteilt. Der größte, östliche Teil, zu dem auch Mercydorf gehörte, fiel an das Königreich Rumänien. 1923 erhielt der Ort die amtliche Bezeichnung Carani.
Infolge des Waffen-SS Abkommens vom 12. Mai 1943 zwischen der Antonescu-Regierung und Hitler-Deutschland wurden alle deutschstämmigen wehrpflichtigen Männer in die deutsche Armee eingezogen. Noch vor Kriegsende, im Januar 1945, fand die Deportation aller volksdeutschen Frauen zwischen 18 und 30 und Männer im Alter von 16 bis 45 zur Aufbauarbeit in die Sowjetunion statt.
Das Bodenreformgesetz vom 23. März 1945, das die Enteignung der deutschen Bauern in Rumänien vorsah, entzog der ländlichen Bevölkerung die Lebensgrundlage. Der enteignete Boden wurde an Kleinbauern, Landarbeiter und Kolonisten aus anderen Landesteilen verteilt. Anfang der 1950er Jahre wurde die Kollektivierung der Landwirtschaft eingeleitet. Durch das Nationalisierungsgesetz vom 11. Juni 1948, das die Verstaatlichung aller Industrie- und Handelsbetriebe, Banken und Versicherungen vorsah, fand die Enteignung aller Wirtschaftsbetriebe unabhängig von der ethnischen Zugehörigkeit statt.

## Persönlichkeiten
- Laurentius Kardinal Schlauch (1824–1902), römisch-katholischer Bischof des Bistums Oradea
- Adolf Eckstein (1842–1904), Heliograveur, Verleger und Journalist
- Josef Gabriel der Ältere (1853–1927), Bauerndichter[3]
- Josef Gabriel (1880–1959), Politiker (DSVP)
- Erich Lammert (1912–1997), Arzt und Heimatforscher[4]
- Josef Jakob (* 1939), ehemaliger Handballspieler und Handballtrainer

## Touristische Attraktionen
- Kastell des Grafen Mercy (1733–1734)[5]
- Römisch-katholische Kirche (1734)[6]

## Einwohner
| 1880 | 1.986 | 36    | 1.815 | 32 | 103 |
| 1900 | 1.839 | 50    | 1.720 | 67 | 2   |
| 1910 | 1.491 | 91    | 1.304 | 86 | 10  |
| 1941 | 1.545 | 260   | 1.202 | 78 | 5   |
| 1977 | 1.991 | 1.191 | 690   | 87 | 23  |
| 1992 | 1.695 | 1.425 | 134   | 68 | 68  |
| 2002 | 1.794 | 1.624 | 63    | 52 | 55  |